# Mendelevijeve anorganske spojine
Iskanje mendelevijevih spojin je zaradi kratke razpolovne dobe vseh njegovih izotopov zelo oteženo. Mendelevij naj bi tvoril binarne spojine – halide, okside, halidne komplekse, halkogenide in pniktogenide.

## Seznam
- Dimendelevijev trioksid – Md2O3[2]
- Mendelevijev diklorid heksahidrat – MdCl2·6H2O[3]
- Mendelevijev triklorid – MdCl3[2]